# Shangri-La
Shangri-La es el topónimo de un lugar ficticio, descrito en la novela Horizontes perdidos (Lost Horizon), publicada en 1933 por su creador, el británico James Hilton, y adaptada al cine dos veces con el mismo nombre, en 1937 dirigida por Frank Capra y en en 1973 dirigida por Charles Jarrott; el nombre trata de evocar el imaginario exótico de Oriente. En Horizontes perdidos, se describe a Shangri-La como un valle místico y armonioso, guiado dulcemente desde una lamasería (monasterio budista tibetano), enclavado en el extremo occidental de las Montañas Kunlun; las personas que viven en Shangri-La son casi inmortales, viven cientos de años más que el resto de los seres humanos y envejecen muy lentamente. Por extensión, el término se aplica para describir cualquier paraíso terrenal, pero sobre todo a una utopía  del Himalaya: una tierra de felicidad permanente, aislada del mundo exterior.
En las antiguas escrituras tibetanas, la existencia de siete de esos lugares se menciona como Nghe-Beyul Khembalung. Khembalung es uno de los beyul —tierras ocultas similares a Shangri-La— creados, según la tradición, por Padmasambhava en el siglo IX como refugios idílicos y sagrados para los budistas en tiempos de conflicto  (Reinhard, 1978).

## En la novela
Horizontes perdidos narra la historia de los supervivientes de un accidente aéreo que consiguen llegar a una lamasería utópica, llamada «Shangri-La», en los confines del Tíbet. Es un lugar cerrado donde se ven paisajes maravillosos y donde el tiempo se suspende en una atmósfera de paz y tranquilidad.
Horizontes perdidos fue publicada simultáneamente el 26 de septiembre de 1933 por la editorial Macmillan (Londres) y por William Morrow & Company (Nueva York). Hilton recibió el 10 de junio de 1934 el premio Hawthornden por esta exitosa novela. Para entonces se habían publicado siete ediciones por Macmillan y nueve reimpresiones por William Morrow. El libro se tradujo posteriormente a 34 idiomas y se reimprimió muchas veces bajo licencia por varios editores.
En 1939 la novela fue publicada como Libro de Bolsillo n.º 1 por la Simon & Schuster y a menudo se le denomina erróneamente el primer libro de bolsillo. Sin embargo, fue el primer libro de bolsillo que no solo podía guardarse en el bolsillo para leer sobre la marcha, sino que la gente de medios modestos podía permitirse dado su escaso costo, y vendió 2.514.747 ejemplares en un corto periodo de tiempo solo de esta editorial. Con ello, Horizontes Perdidos provocó una revolución en el comercio de libros.

## Cine
Dos adaptaciones al cine fueron realizadas, ambas con el título de Horizontes perdidos: 
- Horizontes perdidos de Frank Capra, estrenada en 1937. La película, ganadora de un Óscar, llevó a una enorme difusión de los medios de comunicación y contribuyó significativamente al mito de Shangri-La a finales de la década de 1930.[9]

- Horizontes perdidos de Charles Jarrott, estrenada en 1973. protagonizada por Peter Finch, Liv Ullmann, Sally Kellerman, George Kennedy, Michael York, Olivia Hussey, Bobby Van, James Shigeta, Charles Boyer y John Gielgud. La música fue compuesta por Burt Bacharach y las letras de las canciones por Hal David, su colaborador habitual durante la década de los años 60. Fue un fracaso de crítica y público.

## Etimología
Para crear el término «Shangri-La», Hilton, probablemente, se basó en la combinación de tres palabras en el idioma tibetano: ཞང་ (Shang) – un distrito de Ü-Tsang, al norte de Tashilhunpo; རི (/ri/) — cuyo significado es «montaña»; y ལ(/la/) — «paso entre montañas». El significado completo sería «Paso entre las montañas de Shang».
En general, se considera que el nombre de Shangri-La, como lugar místico del Tíbet, no existía antes de 1933 y que el mito está relacionado con una fantasía del mundo occidental. Con todo, el Shangri-La de Hilton se basa en la antigua leyenda oriental de Shambhala, que se menciona como fuente de sabiduría en las antiguas escrituras budistas, mito que fue introducido en Occidente en el siglo XIX. Según la leyenda, Shambhala es un paraíso profundamente oculto y el centro espiritual de la tierra, que solo volverá a ser asequible cuando la humanidad esté preparada para ello, y solo cuando unos pocos tengan la madurez espiritual para comprender y preservar sus enseñanzas.

## Posibles fuentes para Hilton
En una entrevista al New York Times en 1936, Hilton afirmó que usó «material tibetano» del Museo Británico, en particular el diario de viaje de dos sacerdotes franceses, Evariste Regis Huc y Joseph Gabet, para ilustrar la inspiración cultural tibetana y espiritual budista para Shangri-La. Huc y Gabet hicieron un viaje de ida y vuelta entre Pekín y Lhasa entre 1844 y 1846 en una ruta de más de 250 kilómetros (155,3 mi) al norte de Yunnan. Su famoso diario de viaje, publicado por primera vez en francés en 1850, fue editado muchas veces en muchos idiomas. Una «traducción condensada» popular fue publicada en el Reino Unido en 1928.
También se ha afirmado que Hilton se enteró de su existencia por los escritos sobre la zona del explorador austriaco-estadounidense Joseph Rock para la revista estadounidense National Geographic a finales de la década de 1920 y comienzos de la de 1930. Vaill realizó una película basada en su investigación, Finding Shangri-La, que se proyectó en el Festival de Cannes en 2007.

## Ciudades que afirman ser la Shangri-La real
Hilton visitó el valle de Hunza, actualmente situado en el territorio paquistaní de Gilgit-Baltistán, cerca de la frontera entre China y Pakistán, unos años antes de que se publicara Horizontes perdidos; de ahí que se crea popularmente que fue la inspiración de la descripción física de Shangri-La que hizo Hilton. Al tratarse de un valle verde aislado y rodeado de montañas, encerrado en el extremo occidental del Himalaya, coincide con la descripción de la novela, si bien en una inversión de la historia, debido a la mayor exposición a la radiación ultravioleta, los habitantes de las partes altas del valle parecen envejecer rápidamente.
En la actualidad, varios lugares, tales como partes del sur de Kham en el noroeste de la provincia de Yunnan, incluyendo los destinos turísticos de Lijiang y Zhongdian, reclaman ser la verdadera Shangri-La. En 2001, el condado de Zhongdian, en el noroeste de Yunnan, pasó a llamarse oficialmente ciudad-condado de Shangri-La (en chino, 香格里拉, Xiānggélǐlā).
Tras visitar el condado autónomo tibetano de Muli, en el sur de Sichuan, en 1999, los exploradores estadounidenses Ted Vaill y Peter Klika afirmaron que el monasterio de Muli, en esta remota región, era el modelo del Shangri-La de James Hilton. 

## Influencia cultural

«Shangri La» de Doris Duke en Honolulu, Hawái

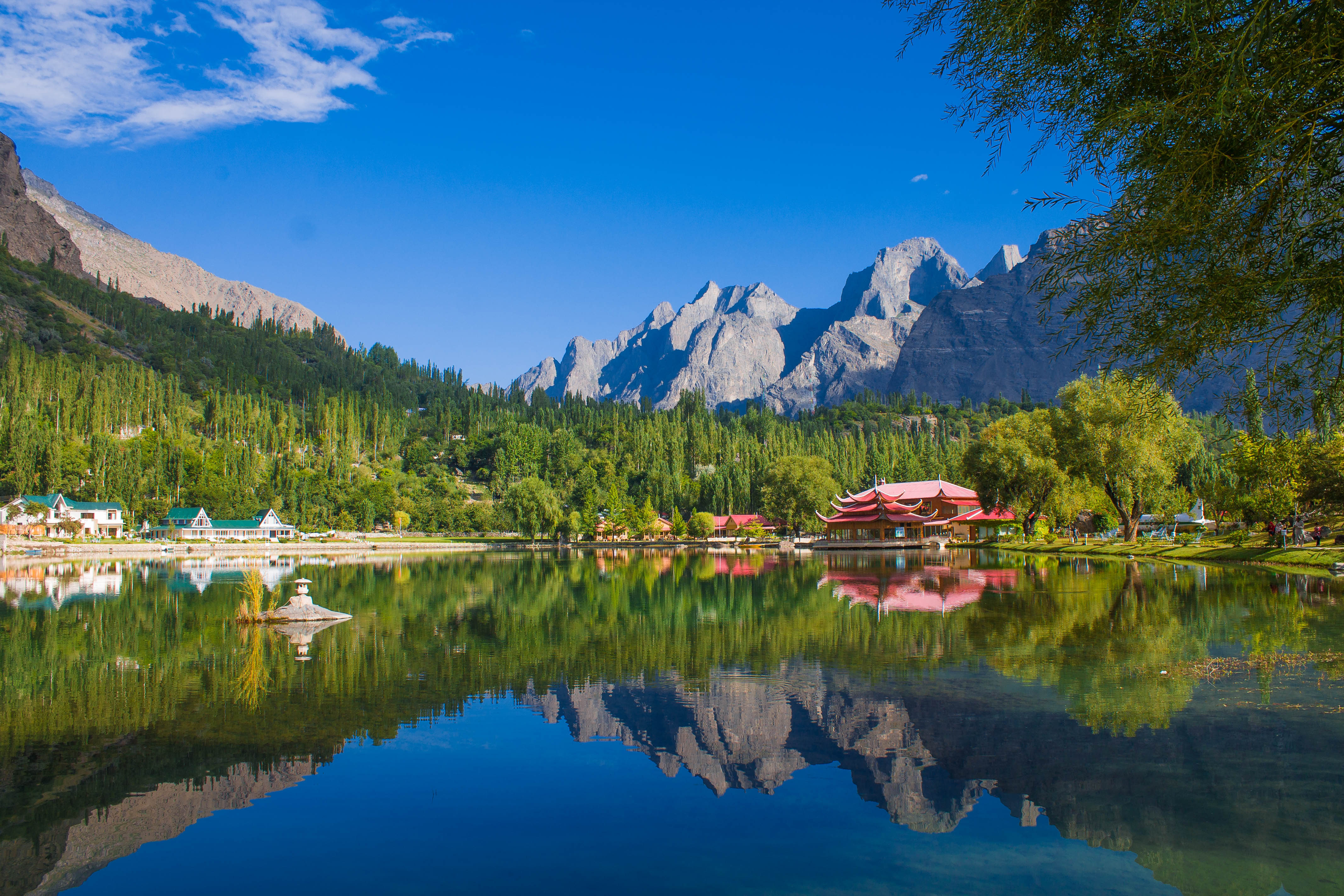
El Shangri-La Resort en el lago Shangri-La en Skardu, 2016

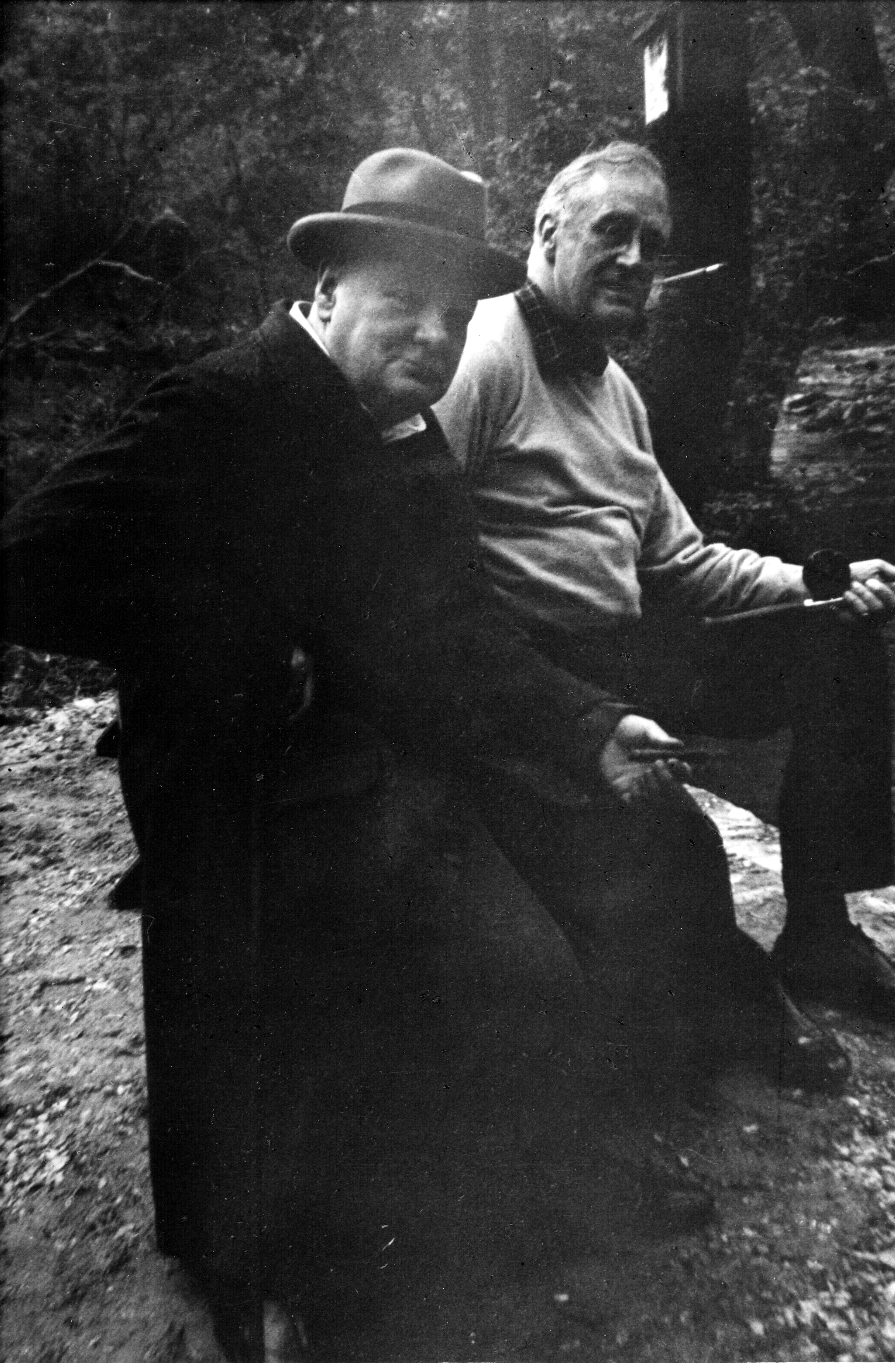
Winston Churchill y Franklin D. Roosevelt pescando en el sector Shangri-La de Camp David, 1943.

La descripción ficticia de Shangri-La de Hilton ha tenido un impacto duradero en las perspectivas occidentales sobre el Tíbet y el lamaísmo. En muchos países, el término Shangri-La, rodeado de nociones confusas—muy diferentes de su significado en la novela— desarrolló una vida propia que perdura. Como ejemplos:
- Tiendas y restaurantes de todo el mundo llevan el nombre de Shangri-La.
- En 1963, un grupo musical femenino estadounidense se autodenominó The Shangri-Las.
- Williams Electronics fabricó una máquina de pinball llamada Shangri-La entre 1962 y 1967.
- Entre 1963 y 1973, un piloto de carreras italiano compitió regularmente en carreras internacionales de coches bajo el seudónimo de Shangri-La.
- El musical de Broadway de 1956, Shangri-La, que está considerado como uno de los «peores musicales de todos los tiempos».
- El multimillonario Robert Kuok fundó la cadena de hoteles de lujo Shangri-La Hotels and Resorts en 1971.
- Steve Bing y Adam Rifkin fundaron la productora cinematográfica Shangri-La Entertainment en 2000.
- Shangri-La Air era una compañía aérea de Nepal que se hizo más conocida en agosto de 2002 tras un accidente de avión.
- Shangri-La Dialogue es el nombre de la conferencia de seguridad más importante de la región Asia-Pacífico desde 2002.
- Muchas letras de canciones, particularmente en inglés, utilizan la palabra para designar simbólicamente un lugar.

#### Lugares
- Camp David, una de las residencias del Presidente de los EE. UU., fue construida originalmente con el nombre de Shangri-La.
- La millonaria heredera Doris Duke bautizó su lujosa finca en Hawái como Shangri-La.
- Un balneario de Uruguay fundado en 1946 se llama Shangrilá.
- Valles antárticos: En 1961, los participantes de las expediciones antárticas de la Universidad de Victoria dieron el nombre de Shangri-La a un valle de la Tierra de Victoria que está completamente aislado de las cumbres de las montañas; el valle de Shangri-La también lleva ese nombre.
- Una zona aún inexplorada de Titán, la mayor luna del planeta Saturno, recibe el nombre de Shangri-La desde 2006.
- En Pakistán, el lago Kachura inferior se denomina oficialmente en paralelo lago Shangri-La desde 1983.
- Una comunidad recién fundada en la costa de Rio Grande do Sul, en Brasil, recibió en 1992 el nombre de Xangri-lá.